# Rhynchospora trichophora
Rhynchospora trichophora är en halvgräsart som beskrevs av Christian Gottfried Daniel Nees von Esenbeck. Rhynchospora trichophora ingår i släktet småag, och familjen halvgräs. Inga underarter finns listade i Catalogue of Life.